# John Dollond

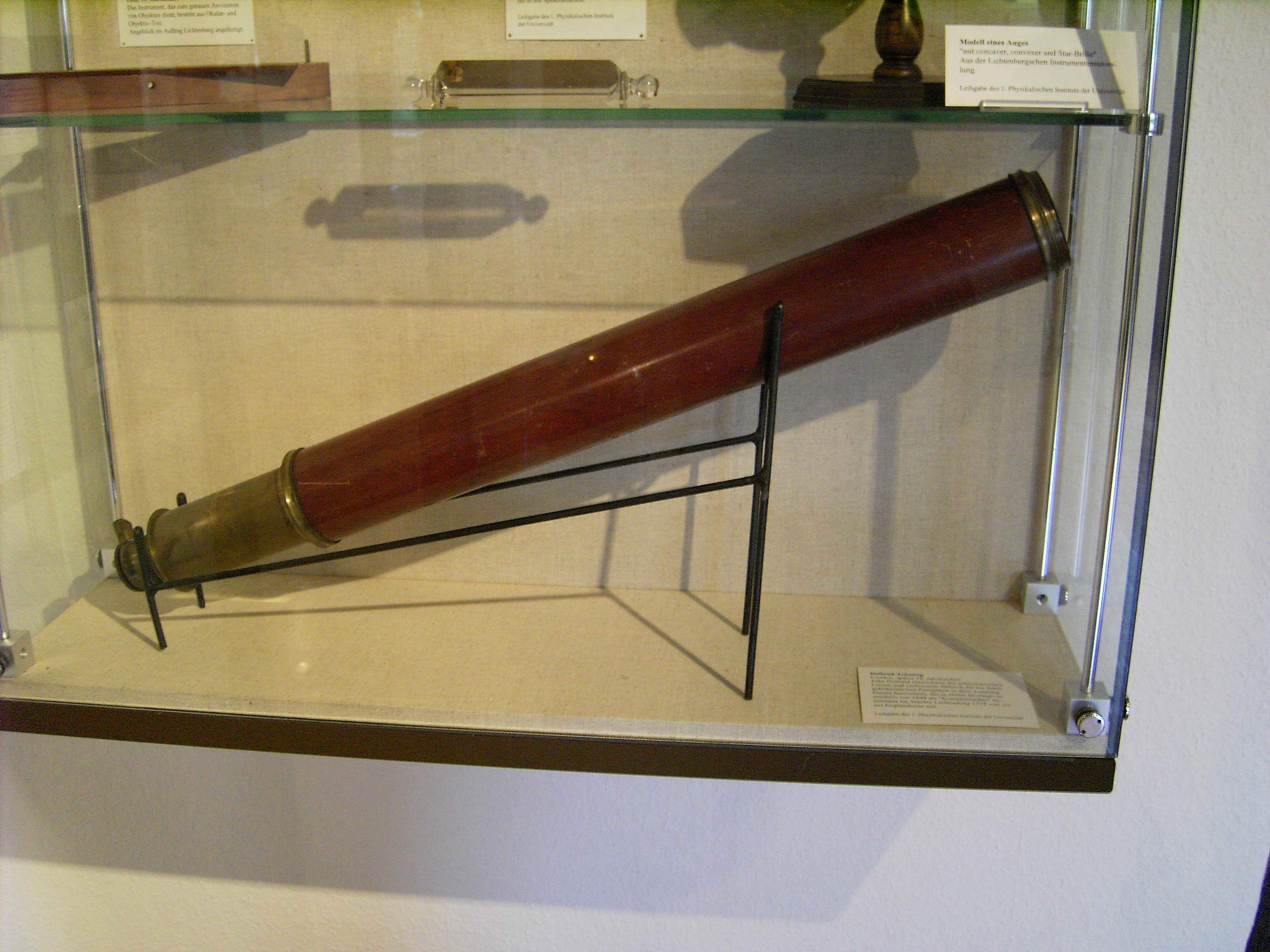
Teleskop wykonany przez Dollonda

John Dollond (ur. 10 czerwca?/21 czerwca 1706 w Londynie, zm. 30 listopada 1761 tamże) – angielski optyk, laureat Medalu Copleya.
Stwierdziwszy, że współczynnik załamania światła dla różnych długości fal jest zależny od gatunku szkła, zbudował w roku 1757 pierwszy obiektyw, z flintu i szkła kronowego, który dawał obrazy achromatyczne, tj. niezabarwione na brzegach.